# Грчка дијаспора
Грчка дијаспора, позната још и као Омогениа (грч. Ομογένεια), појам је који се односи на заједнице грчког народа који живе ван границе Грчке и Кипра у традиционалним грчким домовинама, као што су неки делови Балкана, јужне Русије и Украјине, Мале Азије, Грузије, Јужни Кавказ, Египат, на Блиском истоку, и у јужној Италији. Миграцијама у 20. и 21. веку ван ових традиционалних подручја, грчка дијаспора проширила се и на многе друге области. Чланови дијаспоре су сви они идентификовани као Грци или они чији су преци мигрирали из грчке домовине.
Грчка дијаспора је једна од најстаријих и историјски најзначајнијих у свету, са готово непрекидним присуством од давнина. Примери њеног утицаја варирају од инструменталне улоге грчких исељеника у настанку ренесансе, разним ослободилачким и националистичким покретима који су укључени у пад Османског царства, до комерцијалних догађаја као што је пуштање првих супертанкера у свету.

## Историја
У давним временима трговачке и колонизоване активности грчких племена са Балкана и Мале Азије утицале су на ширење грчке културе, религије и језика око Медитерана и црногорског басена, успостављајући грчке градове на Сицилији, у јужној Италији, северној Либији, источној Шпаније, на југу Француске и на обали Црног мора. Грци су основали више од 400 колонија. Освајање Ахеменидског царства од стране Александра Великог обележило је почетак Хеленистичког периода, који је карактерисао нови талас грчке колонизације у Азији и Африци, са грчким владајућим сталежима основаним у Египту и северозападној Индији.
Многи Грци су се преселили у нове хеленистичке градове утемељене у доба Александра Великог, на простор данашњег Узбекистана, субконтинента на северу Индије (укључујући савремени Пакистан) и Кувајта. Хеленистички градови Селеукија, Антиохија и Александрија били су међу највећим градовима на свету током хеленистичких и римских времена.
У 20. веку многи Грци су напустили традиционалне домовине из економских разлога што је резултирало великим миграцијама из Грчке и Кипра у САД, Аустралију, Канаду, Бразил, Уједињено Краљевство, Нови Зеланд, Аргентину, Немачку, Белгију, Грузију, Русију, Чиле, Мексико и Јужну Африку, поготово након Другог светског рата (1939—45), Грчког грађанског рата (1946—49) и Турске инвазије на Кипар 1974. године.
После Првог светског рата, већински пантијски и анатолијски Грци који живе у малој Азији, сада модерној Турској, били су жртве муслиманске турске нетолеранције за хришћанско становништво у целом Отоманском царству. Више од 3,5 милиона људи, укључујући Грке, Јермене, Асирце, Курде и Јевреје, убијени су под у периоду од 1914. до 1923. године. Грчко становништво које живи у малој Азији побегло је у модерну Грчку, али је и Руска Империја (касније СССР) била једна од главних дестинација. Након Грчког грађанског рата, велики број комунистичких Грка и њихових породица били су присиљени да беже у суседну Југославију и совјетске државе источне Европе, посебно у СССР и Чехословачку. Мађарска је чак основала потпуно ново село за грчке избеглице, док је велика концентрација таквих Грка била пресељена на север Чехословачке у центру Крнов. Друга земља која је у великом броју признала Грке била је Шведска, где данас живи преко 17.000 грчко-шведских потомака. Док су се многи имигранти вратили касније, ове земље и даље имају бројне Грке прве и друге генерације који одржавају своје традиције. Арапски национализам председника Гамала Абдела Насера из Египта доводио је до протеривања великог грчког становништва, као и других европских и азијских асоцијација. Са падом комунизма у источној Европи и Совјетском Савезу, број Грка из дијаспоре чије грчко порекло је "уклоњено" за многе генерације, емигрирао је у модерне грчке главне урбане центре, Атину и Солун, а такође и на Кипар.
Термин Понтски Грци користе се за заједнице из грчког говорног подручја које потичу из региона Црног мора, али посебно из региона Трапезунтског царства, истока Андаголије, Грузије. После 1919-23. Године, већина грчких и кавкаско-грчких заједница преселила се у Грчку или придружила другим грчким заједницама у јужној Русији и Украјини.

## Грчка националност
Свака особа која је рођена у Грчкој може постати држављанин Грчке путем натурализације, под условом да докаже да јој је барем један родитељ или баба и деда рођени као држављани Грчке. Грчко држављанство стиче се рођењем од стране свих рођених у Грчкој и свих особа рођених од најмање једног родитеља који је држављанин Грчке.

## Грчка дијаспора данас
Важни центри грчке дијаспоре данас су у Њујорку, Бостону, Чикагу, Лондону, Мелбурну, Сиднеју, Монтреалу и Торонту. Укупан број Грка који живе ван Грчке и Кипра данас је спорно питање. Када су подаци о попису доступни, то показује око 3 милиона Грка изван Грчке и Кипра. Процене Већа Грчких Хелена је да око широм света живи око 7 милиона Грка . Грчка дијаспора је такође веома активна као лоби који брани грчке интересе, посебно у САД. Интеграција и губитак грчког језика такође утичу на дефиницију и самодефинисање Грка дијаспоре.

## Демографија
| Ранг | Држава/територија           | Званични подаци                                                                                            | Процена |  |
| ---- | --------------------------- | --- | --- |  |
| 1    | Сједињене Америчке Државе   | 1,308,374 грчког порекла 136,914 рођени у Грчкој                                                           | 3,000,000 |  |
| 2    | Кипар                       | 721.000 број људи грчког порекла (2011) 322 етничких Грка (2006)                                           | 1,150,000 |  |
| 3    | Аустралија                  | 378,265 (2011), грчког порекла , 99,937 (2011, рођени у Грчкој)                                            | 700,000 |  |
| 4    | Немачка                     | 339.931 (2015, грчког порекла), 74.717 (Грци рођени у Немачкој), 265.214 (Грци рођени у Грчкој)            | 320,000, 370,000 |  |
| 5    | Канада                      | 252,960 грчког порекла (2011), 67,245 (2011), рођени у Грчкој)                                             | 720,000 |  |
| 6    | Уједињено Краљевство        | 78.872 (2011), Ова цифра укључује Грке из Грчке и кипарске Грке који живе или бораве у Енглеској или Велсу | 400,000 |  |
| 7    | Француска                   | 35.747 (2005, грчког порекла)                                                                              | 35,000 - 80,000 |  |
| 8    | Албанија                    | 24.243 до до 550.000 (2011, већина са држављанством Грчке. Грчка дијаспора не признаје попис)              | Извори варирају, између 200.000 и 550.000 етничких Грка живи у Албанији. Велики број Грка из Албаније борави у Грчкој, Аустралији и Сједињеним Државама. |  |
| 9    | Русија                      | 85.640 (2010)                                                                                              | |  |
| 10   | Украјина                    | 91.500 (2001)                                                                                              | |  |
| 11   | Чиле                        | 8.500 (2012)                                                                                               | 90,000-120,000 у граду Антофагаста и Сантијаго де Чиле                                                                                                   |  |
| 12   | Бразил                      | | 25,000 – 30,000 50.000 у граду Сао Пауло |  |
| 13   | Јужноафричка Република      | 4,069 (грчког орекла), 1,883 (грчко-кипарског порекла)                                                     | 50,000-60,000 120,000 |  |
| 14   | Аргентина                   | 2.196 (2001, рођени у Грчкој)                                                                              | 35,000, 50,000 |  |
| 15   | Италија                     | 7.250 (2011, грчког порекла)                                                                               | 20,000, 30,000 |  |
| 16   | Мексико                     | | 25,000 |  |
| 17   | Шведска                     | 17.060 (2016)                                                                                              | |  |
| 18   | Белгија                     | 14.799 (2011, грчког порекла)                                                                              | |  |
| 19   | Грузија                     | 15.166 (2002)                                                                                              | |  |
| 20   | Србија                      | 725 (2011)                                                                                                 | 15,000 |  |
| 21   | Казахстан                   | 12.703 (1999)                                                                                              | |  |
| 22   | Узбекистан                  | 10.453 (1989)                                                                                              | 9,500 |  |
| 23   | Швајцарска                  | 7.014 (2010, грчког порекла)                                                                               | 8,340, 11,000 |  |
| 24   | Румунија                    | 6.513 (2002)                                                                                               | |  |
| 25   | Нови Зеланд                 | 2,589 (2013, грчког порекла), 999 лица рођено у Грчкој                                                     | 4,500, 10,000 |  |
| 26   | Аустрија                    | 2.535 (2009, грчког порекла)                                                                               | 5,000 |  |
| 27   | Холандија                   | | 4,000, 12,500 |  |
| 28   | Венецуела                   | | 3,000 (број рођених у Грчкој) |  |
| 29   | Египат                      | | 3,000, 5,000 |  |
| 30   | Бугарска                    | 3.408 (2001)                                                                                               | 28,500 |  |
| 31   | Чешка                       | 3.231 (2001)                                                                                               | 7,000 |  |
| 32   | Молдавија                   | | 3,000 |  |
| 33   | Мађарска                    | 3.916 (2011)                                                                                               | 4,000 - 10,000 |  |
| 34   | Турска                      | | 2,500 |  |
| 35   | Индија                      | | 1,900 |  |
| 36   | Норвешка                    | 1.671 | |  |
| 37   | Либан                       | | 1,500-2,500 |  |
| 38   | Данска                      | 1.678 | |  |
| 39   | Оман                        | | 1,500 |  |
| 40   | Пољска                      | 1.404 (2002)                                                                                               | |  |
| 41   | Саудијска Арабија           | | 1,300 |  |
| 42   | Луксембург                  | 1.571 (2009)                                                                                               | |  |
| 43   | Камерун                     | | 1,200 |  |
| 44   | Зимбабве                    | | 1,100 |  |
| 45   | Уругвај                     | | 1,000, 2,000 |  |
| 46   | Сирија                      | | 1,000 |  |
| 47   | Јерменија                   | 900 (2011)                                                                                                 | |  |
| 48   | Панама                      | | 800, 1,000 |  |
| 49   | Замбија                     | | 800 |  |
| 50   | Киргистан                   | | 650–700 |  |
| 51   | Finland                     | | 500 |  |
| 52   | Етиопија                    | 500 | |  |
| 53   | Уганда                      | 426 (1991, грчки грађани)                                                                                  | |  |
| 54   | Македонија                  | 422 (2002)                                                                                                 | |  |
| 55   | Јордан                      | | 400, 600 |  |
| 56   | Демократска Република Конго | | 300 |  |
| 57   | Шпанија                     | | 300, 1,500–2,000 |  |
| 58   | Бахами                      | | 300 |  |
| 59   | Нигерија                    | | 300 |  |
| 60   | Танзанија                   | | 300 |  |
| 61   | Барбадос                    | | 300 |  |
| 62   | Гамбија                     | | 300 |  |
| 63   | Костарика                   | | 80, 290 |  |
| 64   | Израел                      | | 10,000-60.000 грчких Јевреја, Сефарда и Романских Јевреја. 250-300 лица грчког порекла који нису јевреји                                                 |  |
| 65   | Судан                       | | 250 |  |
| 66   | Азербејџан                  | | 250–300 |  |
| 67   | Литванија                   | | 250 |  |
| 68   | Малави                      | | 200 |  |
| 69   | Колумбија                   | | 200 |  |
| 70   | Ирска                       | | 200 |  |
| 71   | Кенија                      | | 200 |  |
| 72   | Уједињени Арапски Емирати   | | 200 |  |
| 73   | Мароко                      | | 180 |  |
| 74   | Перу                        | | 150, 350 |  |
| 75   | Португал                    | | 150, 240 |  |
| 76   | Боцвана                     | | 150 |  |
| 77   | Џибути                      | | 150 |  |
| 78   | Естонија                    | 150 (2001)                                                                                                 | |  |
| 79   | Хонгконг                    | | 150 |  |
| 80   | Кувајт                      | | 140 |  |
| 81   | Летонија                    | 289 (2011)                                                                                                 | 100 |  |
| 82   | Јапан                       | | 100, 300 |  |
| 83   | Боливија                    | | 100 |  |
| 84   | Кина                        | | 100 |  |
| 85   | Филипини                    | | 100 |  |
| 86   | Индонезија                  | | 72 |  |
| 87   | Папуа Нова Гвинеја          | | 70 |  |
| 88   | Иран                        | | 60, 80 |  |
| 89   | Обала Слоноваче             | | 60 |  |
| 90   | Мадагаскар                  | | 60 |  |
| 91   | Словенија                   | 54 (2002)                                                                                                  | |  |
| 92   | Хрватска                    | | 50 |  |
| 93   | Тунис                       | | 50 |  |
| 94   | Сенегал                     | | 50 |  |
| 95   | Тајланд                     | | 50 |  |
| 96   | Централноафричка Република  | | 40 |  |
| 97   | Катар                       | | 40 |  |
| 98   | Сингапур                    | | 40 |  |
| 99   | Малта                       | | 500 |  |
| 100  | Куба                        | | 30 |  |
| 101  | Алжир                       | | 30 |  |
| 102  | Еритреја                    | | 30 |  |
| 103  | Словачка                    | | 100 |  |
| 104  | Парагвај                    | | 20, 25 |  |
| 105  | Чад                         | | 20 |  |
| 106  | Еквадор                     | | 3000 |  |
| 107  | Гватемала                   | | 20 |  |
| 108  | Мозамбик                    | | 20 |  |
| 109  | Намибија                    | | 20 |  |
| 110  | Того                        | | 20 |  |
| 111  | Република Кина              | | 20 |  |
| 112  | Република Конго             | | 10 |  |
| 113  | Белорусија                  | | непознато |  |
| 114  | Доминиканска Република      | | 14 |  |
| 115  | Вијетнам                    | | 10 |  |